# Diocesi di Acufida
La diocesi di Acufida (in latino: Dioecesis Acufidensis) è una sede soppressa e sede titolare della Chiesa cattolica.

## Storia
Acufida, identificabile con Cafrida nell'odierna Algeria, è un'antica sede episcopale della provincia romana della Mauritania Sitifense.
Un solo vescovo è attribuibile a questa sede, Giusto, che fu tra i prelati cattolici convocati a Cartagine dal re vandalo Unerico nel 484.
Dal 1933 Acufida è annoverata tra le sedi vescovili titolari della Chiesa cattolica; dal 24 febbraio 2020 il  vescovo titolare è Jose Chirackal, vescovo ausiliare di Tura.

## Cronotassi

### Vescovi
- Giusto † (menzionato nel 484)

### Vescovi titolari
- Janez Jenko † (17 luglio 1964 - 17 ottobre 1977 nominato vescovo di Capodistria)
- Louis Pham Van Nâm † (3 dicembre 1977 - 30 giugno 2001 deceduto)
- Pedro Ricardo Barreto Jimeno, S.I. (21 novembre 2001 - 17 luglio 2004 nominato arcivescovo di Huancayo)
- Vincent Barwa (29 settembre 2004 - 11 febbraio 2008 nominato vescovo di Simdega)
- Henrique Soares da Costa † (1º aprile 2009 - 19 marzo 2014 nominato vescovo di Palmares)
- José Roberto Fortes Palau (30 aprile 2014 - 20 novembre 2019 nominato vescovo di Limeira)
- Jose Chirackal, dal 24 febbraio 2020